# Вајзенбах
Вајзенбах (њем. Weisenbach) општина је у њемачкој савезној држави Баден-Виртемберг. Једно је од 23 општинска средишта округа Раштат. Према процјени из 2010. у општини је живјело 2.634 становника. Посједује регионалну шифру (AGS) 8216059.

## Географски и демографски подаци
Вајзенбах се налази у савезној држави Баден-Виртемберг у округу Раштат. Општина се налази на надморској висини од 228 метара. Површина општине износи 9,1 km². У самом мјесту је, према процјени из 2010. године, живјело 2.634 становника. Просјечна густина становништва износи 290 становника/km².

## Међународна сарадња
| Мјесто | Држава   | Врста сарадње | Од    |
| ------ | -------- | ------------- | ----- |
| Ђеркењ | Мађарска | контакт       | 2000. |
| Извор  |          |               |       |